# Marco Sahanek
Marco Sahanek (Vienna, 27 gennaio 1990) è un calciatore austriaco, centrocampista dell'Ernstbrunn.

## Caratteristiche tecniche
È un trequartista.